# ルース (DD-522)
ルース (USS Luce, DD-522) は、アメリカ海軍の駆逐艦。フレッチャー級。艦名は南北戦争で活躍し、海軍大学校の初代校長を務めたステファン・ルース海軍少将にちなむ。その名を持つ艦としては2代目。

## 艦歴
「ルース」はニューヨーク州スタテンアイランドのベスレヘム造船社で1942年8月24日に起工し、1943年3月6日にルース少将の孫であるステファン・B・ルース・ジュニアの夫人によって進水。艦長D・C・ヴァリアン中佐の指揮の下1943年6月21日に就役した。
就役後、「ルース」は9月5日にニューヨークを出港し、トリニダード島とサンディエゴを経由して10月28日にワシントン州ブレマートンに到着。11月1日に真珠湾に向かう空母「エンタープライズ」の護衛のため出港し、真珠湾に到着後は11月24日までハワイ水域で砲術訓練を行った。訓練のあと「ルース」はアダック島に向かい、1943年11月30日から1944年8月8日までの間は、主にアッツ島周辺海域で対潜哨戒の任務にあたった。この間の1944年2月1日、「ルース」はアッツ島マサックル湾を出撃して第94任務部隊（ウィルダー・D・ベーカー少将）に加わり、任務部隊は2月3日から4日にかけて幌筵島に対して艦砲射撃を行った。攻撃は完全な奇襲となり、「ルース」は2,000トン級輸送船の破壊を報じた。2月4日にマサックル湾に戻って哨戒を再開したが、その後も司令官がアーネスト・G・スモール少将に代わった第94任務部隊の一艦として6月13日に松輪島、6月26日に幌筵島への再度の砲撃を行った。「ルース」は北方での哨戒任務を終えたあと8月8日にサンフランシスコに向けて出港し、サンフランシスコを経て8月31日に真珠湾に到着した。
10月、「ルース」は第79任務部隊に編入され、10月11日にマヌス島を出撃。戦車揚陸艦群を護衛してレイテ島に近接し、10月20日からのレイテ島の戦いの支援を航空機とともに行った。支援任務を終えたあとはマヌス島に下がり、11月1日から12月12日の間はマヌス島周辺海域とニューギニア島間での対潜哨戒に任じる。12月12日から27日にかけてはニューギニア島フォン湾での上陸作戦を支援した。12月27日、「ルース」はリンガエン湾に向かう上陸部隊の護衛に就き、1945年1月9日に第78任務部隊に属する戦車揚陸艦や輸送艦とともにリンガエン湾に到着。間もなく11機の日本機の空襲を受けるもすべてかわし、1機を撃墜した。1月11日、「ルース」は40隻以上の各種艦艇を率いてリンガエン湾を出港し、1月16日にサンペドロ湾に凱旋を果たした。1月25日には、ルソン島西岸部のサンバレス州サンアントニオとサンフェリペ両地区の制圧と警戒のため出動し、何事もなく任務を終えたあとは1月30日にミンドロ島に移動し、2月2日から3月24日まではサンペドロ湾とスービック湾の間の補給船団の護衛にあたった。
3月24日、「ルース」は第51任務部隊に加わってレイテを出撃し、沖縄戦の前哨戦である慶良間諸島攻略戦に参加。任務部隊は慶伊瀬島に重砲を揚陸させた。沖縄戦開始当日の4月1日には任務が変更され、慶良間諸島泊地に対するレーダーピケット艦任務が割り当てられた。5月3日日没直後から、日本軍は菊水五号作戦を発動して神風特別攻撃隊の波状攻撃を仕掛け、レーダーピケット艦が狙い撃ちにされていた。翌5月4日も7時40分ごろから攻撃が始まり、「ルース」は早くから神風の接近を探知していたものの、1機の神風が「ルース」の左舷側に命中し、搭載してた爆弾の爆発により電気系統に損傷を与えて発砲できなくなった。間もなく別の神風1機が「ルース」の後部に命中して動力を奪い去った。「ルース」は右舷側に大きく傾き、総員退艦が令せられて乗組員は脱出を開始したが、命令は乗組員全員には伝わっていなかった。8時14分、「ルース」は最初の神風が命中してから5分弱で横転し、30秒で沈没していった。船体が全没して約30秒後に水中爆発を起こし、その影響は100メートル離れた脱出者に脳震盪を起させるほどであった。「ルース」は戦死と行方不明者合わせて148名を出し94名が負傷して、無傷の者は93名しかいなかった。
「ルース」は第二次世界大戦の戦功で5個の従軍星章を受章した。